# Кидзу (приток Йодо)
Кидзу (яп. 木津川 Кидзу-гава) — река в Японии на острове Хонсю, приток Йодо. Протекает по территории префектур Киото, Нара и Миэ.
Длина реки составляет 99 км, территория её бассейна составляет 1596 км² (по другим данным — длина — 89 км, территория бассейна — 1663 км²). Согласно японской классификации, Кидзу является рекой первого класса.
Исток реки находится на склонах хребта Нунобики-саммяку (яп. 布引山脈) (высотой до 985 м), на границе префектур Миэ и Нара. Кидзу протекает впадину Уэно, где в неё впадают реки Цуге (яп. 柘植川) и Хаттори (яп. 服部川), потом течёт через ущелье Ивакура, посёлок Касаги и впадину Ямасиро и впадает в реку Йодо неподалёку от границы префектур Киото и Осака.
Важным притоком реки является Набари (яп. 名張川 набаригава) длиной в 62 км, берущая начало под горой Мицуминэ.
На реке и её притоках расположено 5 плотин — Нуномэ, Сёрэндзи, Хинати, Такаяма и Муро.
Основными породами в бассейне реки являются гранит, пирокластические породы формации Муро, метаморфизованный аргиллит и песчаник.
В северной части бассейна распространён гранит формаций Ао и Ягю.
Для реки характерны широкие петляющие рукава, разделённые песчаными косами. Для защиты берегов от эрозии на реке традиционно применялись полузапруды сэйгю.
Из-за накопления осадка в русле реки угроза наводнений заставляла людей возводить всё более высокие дамбы вдоль её берегов, в результате этого река стала протекать значительно выше окружающих земель — подобные реки японцы называют тэндзёгава (яп. 天上川).